# 安立佳
安立佳（1964年11月—），男，原籍山东东平，生于吉林前郭，中国高分子物理学家，中国科学院院士，无党派人士。现任吉林省人民政府副省长，中国科学院长春应用化学研究所研究员、博士生导师。

## 生平
1986年毕业于吉林大学化学系，1989年和1992年在吉林大学分别获硕士学位和博士学位。1992年11月至1995年7月，任中国科学院长春应用化学研究所高分子物理实验室助理研究员。1995年8月至1997年5月，任德国美因茨大学物理化学研究所博士后。1997年5月至1997年11月，任中国科学院长春应用化学研究所高分子物理联合开放实验室副研究员。1997年12月，升为研究员。1998年9月至1999年8月，任香港科技大学化学工程系高级访问学者。1999年9月至今，任中国科学院长春应用化学研究所高分子物理与化学国家重点实验室研究员、博士生导师。
1999年获“国家杰出青年基金”。
2015年当选为中国科学院院士。
2018年1月，任吉林省人民政府副省长。2021年1月22日，第八届欧美同学会（中国留学人员联谊会）第一次全国会员代表大会召开，大会选举其担任第八届理事会副会长。2023年3月，当选为第十四届全国人民代表大会财政经济委员会副主任委员。